# 心照流 (諏訪系)
心照流（しんしょうりゅう）は、諏訪末松放杖斎が京都市で教えていた柔術の流派である。
同じ京都で学ばれていた制剛流分派の制剛心照流と関係があるとしている。

## 歴史
磯谷季之助が教えていた心照流に、諏訪末松が夢想流・無念流・楊心流・不遷流・竹内流・六合流から秘儀を取り入れて工夫したとしている。
諏訪末松は京都市左京区で教えていた。
末松の後は高弟の船浅次郎が継いで岡山県倉敷市連島に伝わった。

## 内容
制剛流と関係があるとしているが、演武大会で演じられた型は神道六合流の制定基本型と全て同じである。

## 系譜
- 磯谷季之助
- 諏訪末松放杖斎
- 船浅次郎幽心斎